# Drágffy Bertalan

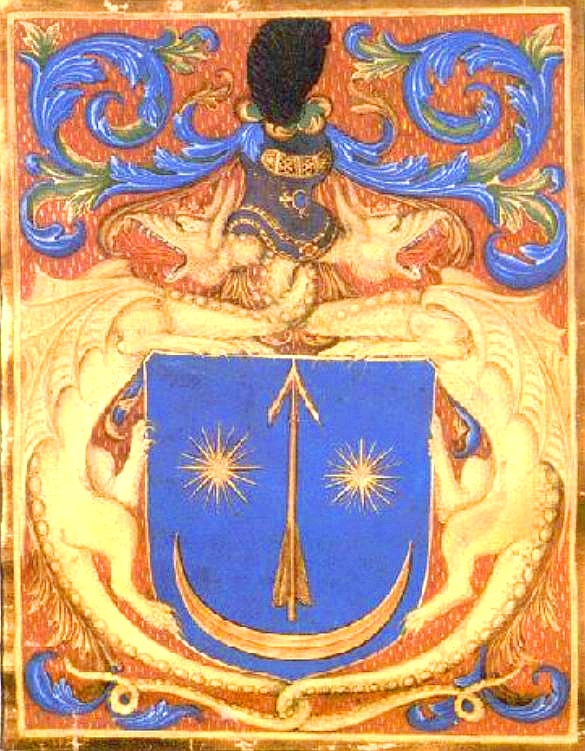
Bélteki Drágffy György és testvére János 1507. március 28-án Budán II. Ulászlótól kapott bárói rangot és címert.

Bélteki Drágffy Bertalan (1447 – †1501. október 26.) erdélyi vajda, bélteki Drágffy János országbíró apja, Mátyás király udvari vitéze, ki előbb főpohárnoki tisztet viselt, majd erdélyi vajda lett. Házastársa Hédervári Dorottya volt. 
1468-tól 1471-ig és 1478-tól 1480-ig pohárnokmester volt. 1479-ben kitüntette magát a kenyérmezei ütközetben. 1491-1493 között a főkamarási tisztséget viselte. Erdélyi vajdaként 1493-tól 1498-ig Báthori István utóda volt. Kegyetlenül elnyomta a székelyek lázongását, 1497-ben Nagy István moldvai fejedelem és I. János Albert lengyel király között folyó tárgyalásokban közvetített. II. Ulászló a nyalábvári uradalmat adományozta neki. 1481-ben újjáépítette a bélteki és erdődi templomot, illetve az erdődi és bélteki várakat. Műkincseket gyűjtött. Az erdődi templomban temették el.

## Alakja a szépirodalomban
- Egy Drágffy Bertalan nevű, az 1480-as évek királyi udvarában otthonosan mozgó, bár a ténylegesen létezett személynél valamelyest fiatalabbak tűnőként bemutatott, s egyebek mellett a hegyesdi várat is birtokló szereplő felbukkan Bogáti Péter Halló, itt Mátyás király című regényében.